# Sani Kaita
Sani Haruna Kaita est un footballeur international nigérian né le 2 mai 1986 à Kano qui évolue au poste de milieu relayeur.

## Biographie
Très précoce, Kaita participe à la Coupe d'Afrique des nations 2006 avec l'équipe du Nigeria à l'âge de 20 ans. Évoluant déjà en Europe aux Pays-Bas, il participe aux JO en Chine en 2008, où il obtient la médaille d'argent. Il attire alors les regards de Monaco, qui le fait signer le dernier jour du mercato. Il est prêté en janvier 2009 au club russe du FK Kouban Krasnodar pour 1 an sans option d'achat. Mais en août 2009, il rejoint le Lokomotiv Moscou. Il y est prêté avec option d'achat jusqu'à la fin de l'année 2009. Non conservé par le club moscovite et n'entrant pas dans les plans de Guy Lacombe à Monaco, il est à nouveau prêté pour 6 mois à l'Alania Vladikavkaz.
Il participe à la Coupe du monde 2010 sous les couleurs du Nigeria, et se fait remarquer en se faisant expulser face à la  Grèce  après une faute sur le latéral Vasílis Torosídis, alors que celui-ci n'a pas hésité à en rajouter. Réduit à 10, le Nigeria qui menait 1-0, encaisse deux buts (les deux premiers de la Grèce en Coupe du monde) et s'incline pour la deuxième fois dans le tournoi, synonyme d'élimination. Le milieu de terrain du Nigeria a ensuite reçu plus de 1 000 menaces de mort sur sa boîte mail. 
«Oui, j'en ai reçu. Mais, ça ne me perturbe pas, car je suis musulman et seul Dieu décide de vie ou de mort» a-t-il déclaré.
La Fédération nigériane de son côté, affirme avoir pris ces menaces très au sérieux. 
«Nous en avons parlé au gouvernement pour l'en informer. LA FIFA est également au courant» a expliqué Peterside Idah, l'attaché de presse de la fédération.
Le 31 août 2010, il est encore une fois prêté par l'ASM. Il rejoint en effet le Metalist Kharkiv en Ukraine. Il n'y joue que 9 rencontres toutes compétitions confondues et quitte donc ce club en janvier 2011 pour rejoindre la Grèce et l'Iraklis Salonique pour un nouveau prêt de six mois.
En avril 2011, il s'engage pour trois saisons avec le Germinal Beerschot et quitte enfin définitivement le club du Rocher. N'ayant pu obtenir de visa, il quitte la Belgique en août et signe en Ukraine au Tavria Simferopol.

## Statistiques
- Premier match en Ligue 1 : AS Saint-Etienne - AS Monaco (2-0) le 5 octobre 2008
- Première sélection avec le Nigeria : Nigeria - Bénin (6-0) le 10 août 2005

## Palmarès
- JO de Pékin 2008 :  médaille d'argent.